# 982 Franklina
982 Franklina eller 1922 ND är en asteroid i huvudbältet, som upptäcktes 21 maj 1922 av den engelske astronomen Harry E. Wood i Johannesburg. Den har fått sitt namn efter den brittiske amatörastronomen John Franklin Adams.
Asteroiden har en diameter på ungefär 33 kilometer.